# Beneath the Massacre
Beneath the Massacre — метал-гурт із Канади. Музика гурту являє собою суміш дезкору, технічного дез-металу та брутального дез-металу. Тематика пісень — соціально-політична.

## Історія гурту
Гурт створений влітку 2004 року музикантами нинішнього складу. У травні 2005-го колектив видав 5-пісенний EP Evidence of Inequity на канадському лейблі Galy Records (продюсер — Яннік Сен-Аманд (колишній гітарист Despised Icon), звукорежисер — Алан Дюше).
У травні 2006 гурт підписав договір із компанією Prosthetic Records. У червні того ж року розпочалася робота над дебютним альбомом.
Офіційний реліз альбому Mechanics of Dysfunction стався в лютому 2007-го (продюсер — Яннік Сен-Аманд, звукорежисер — П'єр Ремільяр).
28 жовтня 2008 року гурт видав другий повноцінний альбом Dystopia, записаний на «The Northern Studio» у Монреалі під керівництвом незмінного продюсера Янніка Сен-Аманда, зведений альбом Джейсоном Сюкофом, артворк — від Фелікса Ранкура.
У квітні 2009 року гурт номінований як «Найкращий андерграундний гурт» на Metal Hammer Golden Gods Awards.
12 лютого 2012 року вийшов третій повноцінний альбом під назвою «Incongruous» на лейблі «Prosthetic Records».

## Учасники

### Поточний склад
- Елліо Дезане — вокал (з 2004)
- Крістофер Бредлі — гітара (з 2004)
- Денніс Бредлі — бас-гітара (з 2004)
- Джастін Руссель — ударні (з 2004)

### Колишні учасники
- Джон Дюбуо
- Крістіан Пепін

## Дискографія
| Назва                    | Переклад                     | Тип                | Рік  |
| ------------------------ | ---------------------------- | ------------------ | ---- |
| Evidence of Inequity     | Очевидність несправедливості | EP                 | 2005 |
| Mechanics of Dysfunction | Механіка дизфункції          | Повноцінний альбом | 2007 |
| Dystopia                 | Антиутопія                   | Повноцінний альбом | 2008 |
| Marée Noire              | Чорний приплив               | EP                 | 2010 |
| Incongruous              | Недоречний                   | Повноцінний альбом | 2012 |